# Вовчинський Мусій Микитович
Мусі́́й Вовчи́нський (1880 — ?) — український політик, селянин, депутат Державної думи II скликання від Київщини.

## Біографія
Українець.

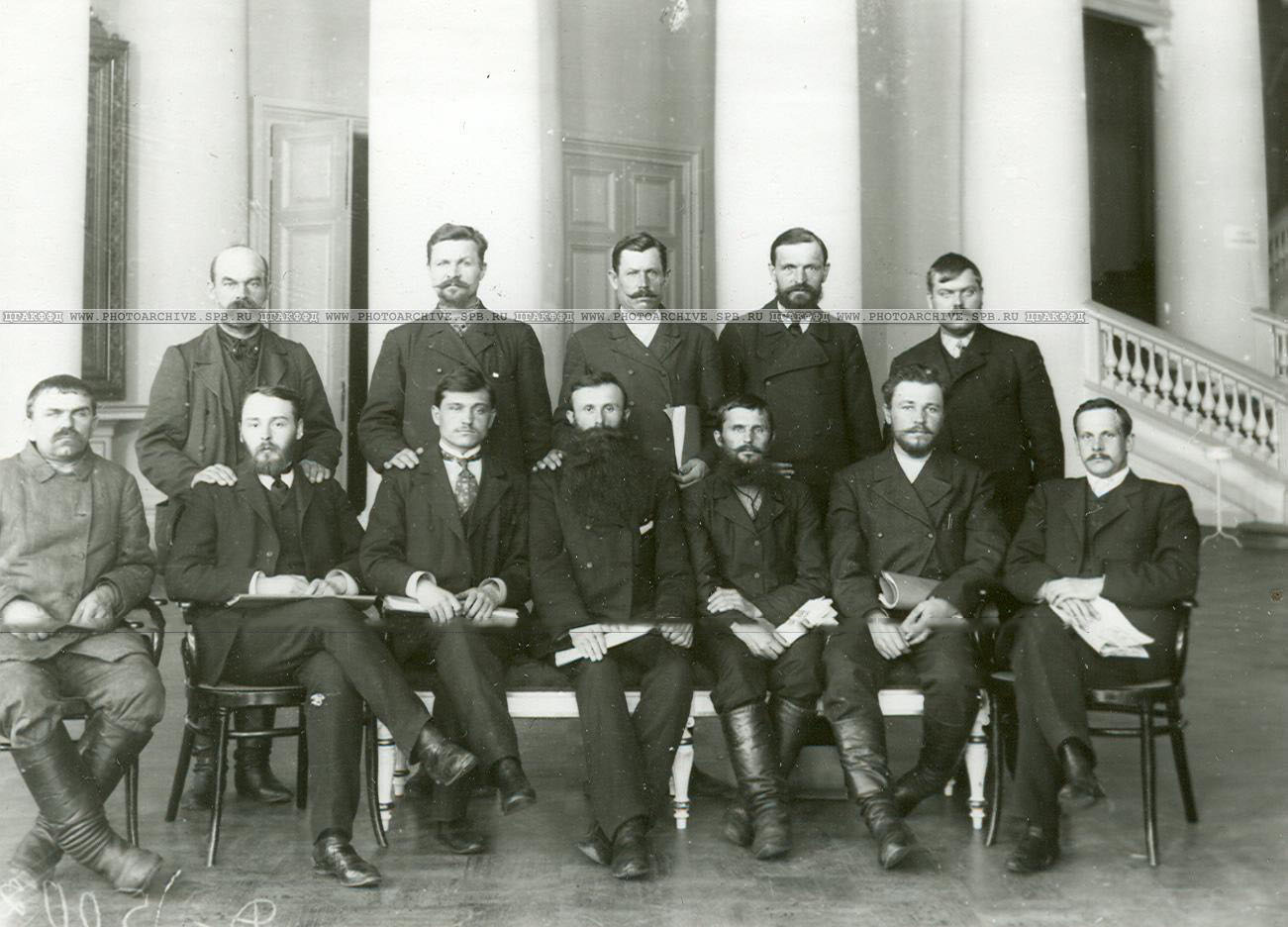
Депутати 2-ї Державної думи від Київської губернії. Стоять зліва направо: Нечитайло С. В., Маляренко К. О., Воєнний М. Ф., Воєнний М. Ф., Михайлюк І. А., Снігир П. Ф.; сидять зліва направо: Чоповенко З. Я., Кирієнко І. І., Вовчинський М. Ф., Гуменко І. А., Сахно В. Г., Краселюк І. М., Федоров Г. Г.

Селянин Сквирського повіту Київщини. Освіту здобув в 2-класному церковно-парафіяльному училищі.
У 1904-1905 роках брав участь у бойових діях на полях битв російсько-японської війни. Був двічі поранений. Нагороджений відзнаками.
Вступив до соціал-демократичної робітничої партії. Був притягнений окупаційним режимом царської Росії до адміністративної відповідальності.
Займався землеробством.
6 лютого 1907 року обраний у Державну думу II скликання від Київщини. Увійшов до складу Соціал-демократичної фракції. Входив у думську комісію з народної освіти.
Подальша доля і дата смерті невідомі.